# Frederick Augustus Abel

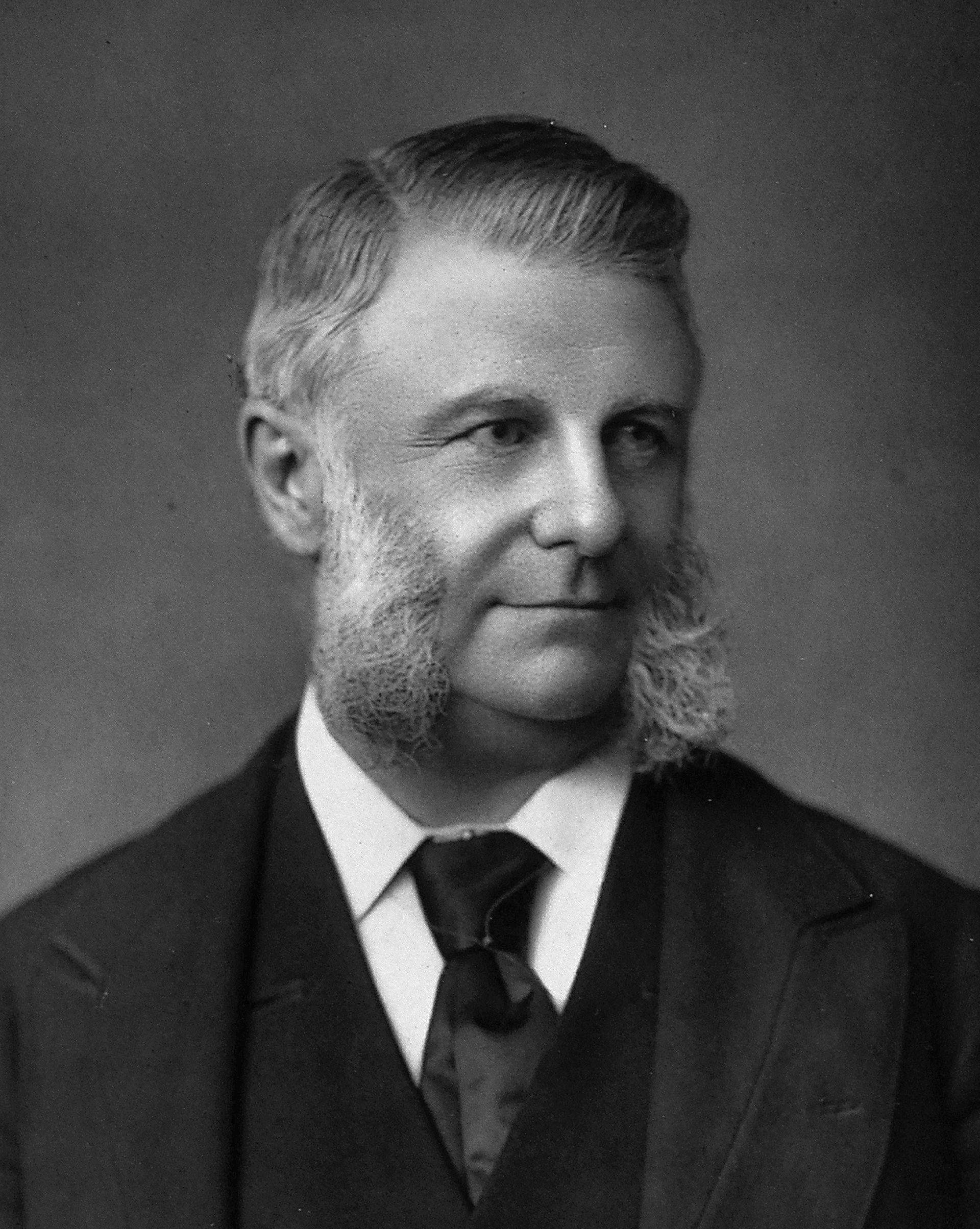
Sir Frederick Augustus Abel

Sir Frederick Augustus Abel, 1. Baronet, GCVO KCB FRS (* 17. Juli 1827 in Woolwich, Kent; † 6. September 1902 in London) war ein britischer Chemiker und Sprengstoffexperte. Zusammen mit James Dewar entwickelte er das 1889 patentierte Kordit, welches später als Standardsprengstoff in der Britischen Armee eingeführt wurde. Abel führte auch Studien über Staubexplosionen in Kohlebergwerken durch, erfand ein Gerät, um den Flammpunkt von Petroleum zu prüfen und fand einen Weg heraus, die spontane Explosion von Schießbaumwolle zu verhindern.

## Leben
Abel war der Sohn des deutsch-englischen Musikers Johann Leopold Abel und Urenkel von Leopold August Abel. Sein wissenschaftliches Interesse erwuchs durch seinen Onkel A. J. Abel, einem Mineralogen und Schüler von Jakob Berzelius. Nach seinem sechsjährigen Studium am Royal College of Chemistry (als einer der ersten Studenten) bei August Wilhelm von Hofmann und kurzer Zeit als Demonstrator in Chemie am St. Bartholomew Hospital in London unterrichtete er als Nachfolger von Michael Faraday ab 1851 Chemie an der Royal Military Academy. Drei Jahre später wurde er als Chemiker ans Kriegsministerium berufen, wo er bis 1888 tätig war. Während dieser Zeit war die Chemie von Explosivstoffen sein Hauptbetätigungsfeld.
Er beschäftigte sich hauptsächlich mit der Herstellung von Schießbaumwolle und entwickelte dabei einen Prozess zu deren gefahrenloserer Herstellung, der 1865 patentiert wurde. Dies ebnete der Entwicklung der rauchschwachen Pulver, die ab dem Ende des 19. Jahrhunderts verwendet wurden, den Weg. 1888 wurde er Vorsitzender einer Regierungskommission, die neue Sprengstoffe untersuchen sollte – man war mit dem bisherigen (Ballistit, Poudre B) nicht zufrieden, da seine Sprengkraft mit der Lagerung abnahm. Zusammen mit James Dewar entwickelte Abel das Kordit, die britische Version des rauchschwachen Pulvers, welche 1889 patentiert wurde. Alfred Nobel, der den ähnlichen Explosivstoff Ballistit entwickelt hatte, verklagte Dewar und Abel, da ihre Erfindung angeblich auf seinen früheren Erkenntnissen basiere. Er konnte sich aber aufgrund der schwammigen Formulierung seines eigenen Patents nicht durchsetzen. Das House of Lords entschied in dieser Sache 1895 endgültig zu Gunsten von Abel und Dewar.
1877 war Abel Präsident der Institution of Electrical Engineers (damals Gesellschaft der Telegrapheningenieure). Mit dem schottischen Physiker Andrew Noble arbeitete er über das Explosionsverhalten von Schwarzpulver. Er entwickelte auch elektrische Zünder und untersuchte die Probleme der Stahlherstellung, wofür er 1897 die Bessemer-Medaille des Iron and Steel Institute erhielt, dessen Präsident er 1891 bis 1893 war.
Bekannt ist das nach ihm benannte Abelsche Flammpunktprüfgerät für Petroleum, das er 1879 nach über elf Jahren Arbeit offiziell fertigstellte, das aber in einer Vorform schon 1868 vom britischen Parlament als offizielle Testmethode für Petroleumprodukte anerkannt wurde. Seinen Namen trägt auch der Abel-Test für die chemische Stabilität von Explosivstoffen auf Salpetersäurebasis.
Er wurde 1860 Fellow der Royal Society und erhielt 1887 auch die Royal Medal. Von 1887 bis zu seinem Tod 1902 war er der Erste Direktor des Imperial Institute (heute: Commonwealth Institute), das er mit gründete.
Frederick Abel wurde am 20. April 1883 als Knight Bachelor in den persönlichen Adelsstand erhoben. Am 3. Februar 1891 wurde er als Knight Commander in den Order of the Bath aufgenommen. Am 25. Mai 1893 wurde ihm der erbliche Adelstitel eines Baronet, of Cadogan Place in the Parish of Chelsea in the County of London, verliehen. Da Abel aber kinderlos blieb, erlosch dieser Titel bei seinem Tod. Am 8. März 1901 wurde er als Knight Grand Cross in den Royal Victorian Order aufgenommen.

## Abelsche Gleichung der Innenballistik
Abel entwickelte die nach ihm benannte Abelsche Gleichung der Innenballistik:
Sie gibt den maximalen Druck p von Explosivstoffen der Masse m an, die in einem Volumen {\displaystyle V} in einer Explosion bei einer Temperatur {\displaystyle T_{ex}} verbrannt werden. Dabei wird die Gleichung für ideale Gase (Gay-Lussac-Gesetz) benutzt mit einer Korrektur für das von den Verbrennungsrückständen eingenommene Volumen, ähnlich wie in der Van-der-Waals-Gleichung, durch Abzug des Kovolumens {\displaystyle \alpha }.
{\displaystyle p=f\,\epsilon {\frac {\Delta }{1-\alpha \,\Delta }}}
Dabei sind:
- {\displaystyle \,\Delta } die sogenannte Ladedichte, die Explosivstoffmenge in Kilogramm pro Volumen des (als konstant angenommenen) Verbrennungsraums, beispielsweise der Raum zwischen dem Geschossboden und dem Seelenboden eines Kanonenrohrs.
- {\displaystyle \,f} der spezifische Druck oder die Sprengstoffkraft. Er ist gleich dem Druck, den die Verbrennungsgase aus 1 kg Sprengstoff bei der Verbrennungstemperatur {\displaystyle T_{ex}} in einem Einheitsvolumen erzeugen, und ergibt sich unmittelbar aus {\displaystyle T_{ex}}.
- {\displaystyle \,\epsilon } gibt den Gewichtsanteil des Sprengstoffs an, der in Gase umgesetzt wird.
- {\displaystyle \,\alpha } ist das Kovolumen, das die Ladungsrückstände berücksichtigt, angegeben in Liter pro Kilogramm Sprengstoff.

Größen wie Kovolumen, Verbrennungstemperatur und spezifischer Druck wurden früher als Pulverkonstanten tabelliert. Die Abelsche Gleichung als pyrostatische Zustandsgleichung ist bis zu Drücken von etwa 3000 bar gültig und wurde in Abels Researches in Explosives 1874 veröffentlicht.
Für Nitroglycerin sind zum Beispiel die Pulverkonstanten 10800 Atmosphären für den spezifischen Druck und 0,71 Liter pro Kilogramm für das Kovolumen. für Schwarzpulver ein Wert von 0,49 für das Kovolumen und 3250 Atmosphären für den spezifischen Druck. Je nach Ladedichte lässt sich so der Maximaldruck berechnen, mit der die Expansion der Gase im Kanonenrohr beginnt.

## Werke

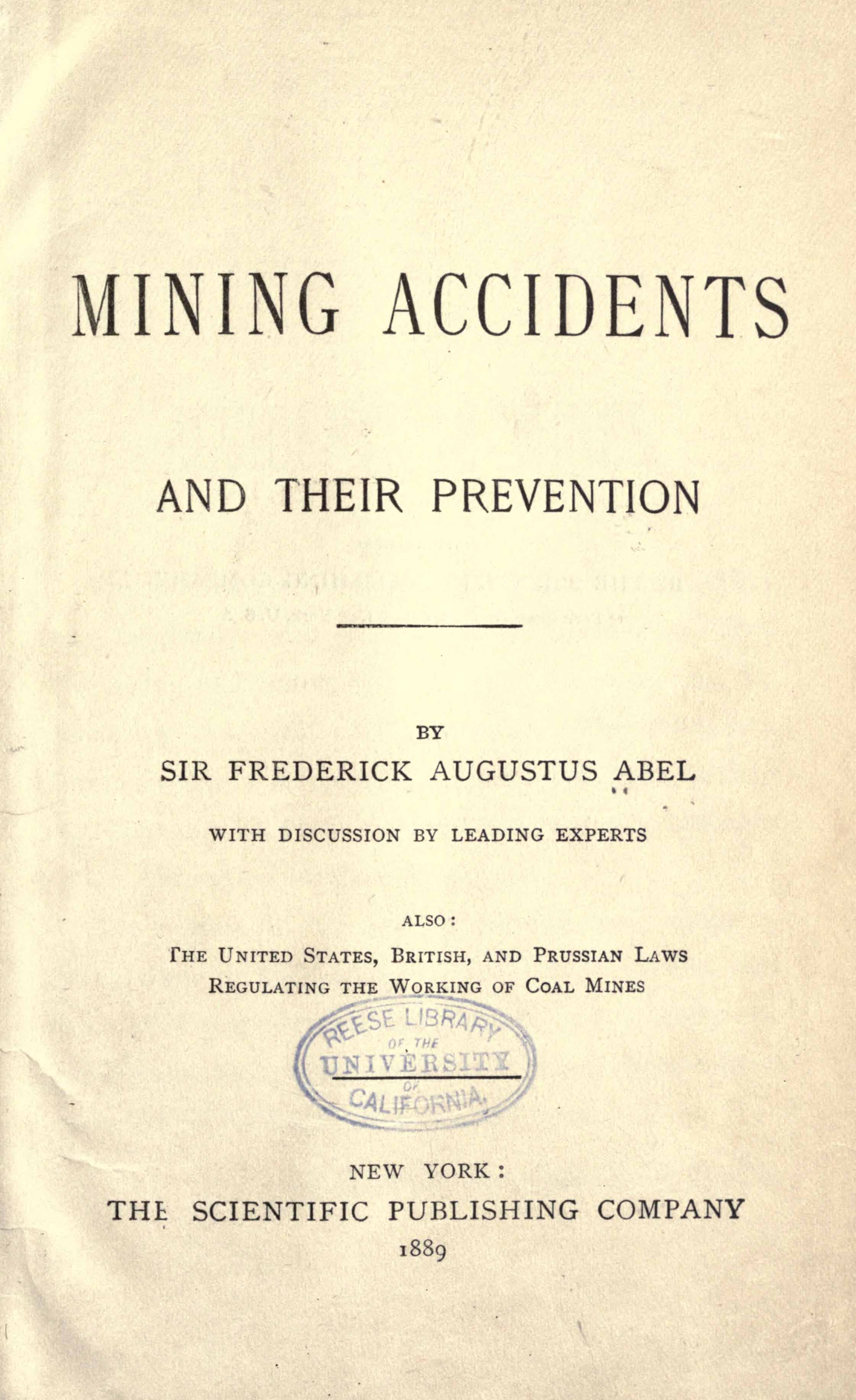
Mining accidents and their prevention, 1889

- Handbook of Chemistry mit C. L. Bloxam
- Modern History of Gunpowder (1866)
- Gun-cotton (1866)
- On Explosive Agents (1872)
- Researches in Explosives (1874)
- Electricity applied to Explosive Purposes (1884)
- Mining accidents and their prevention. Scientific publishing company, New York 1889 (englisch, beic.it).